# Alborz (provincie)
Provincie Alborz (persky استان البرز‎) je nejmenší íránská provincie. Hlavní město je Karadž. Provincie vznikla 23. června 2010 odtržením severozápadní části provincie Teherán, o němž rozhodl parlament Íránské islámské republiky v předchozím roce. Dne 22. července 2010 byl za přítomnosti ministra vnitra uveden do funkce první guvernér této provincie Ísá Farhádí.